# أليكس هيجينز
الكسندر جوردون «أليكس» هيجينز (بالإنجليزية: Alex Higgins)‏ (18 مارس 1949 - 24 يوليو 2010)  كان لاعب السنوكر محترفين من أيرلندا الشمالية ويعتبر واحد من الشخصيات الأكثر شهرة في اللعبة. فاز ببطولة العالم مرتين الأولى عام 1972 وبعد عشر سنوات أي عام 1982 حقق الانتصار الثاني.

## روابط خارجية
- أليكس هيجينز على موقع AZBilliards.com (الإنجليزية)
- أليكس هيجينز على موقع CueTracker.net (الإنجليزية)
- أليكس هيجينز على موقع بطولة العالم للسنوكر (الإنجليزية)